# Giacomo Grosso
Pour les articles homonymes, voir Grosso (homonymie).
Giacomo Grosso, né à Cambiano le 23 mai 1860 et mort à Turin le 14 janvier 1938, est un peintre italien, portraitiste, peintre de genre et d'histoire.

## Biographie
Fils du charpentier Guglielmo Grosso et de Giovanna Vidotti, Giacomo Grosso obtient son diplôme à l'Accademia Albertina des Beaux-arts de Turin. En y devenant professeur de peinture en 1889, il a Felice Carena parmi ses élèves. Son talent, qui lui assure un grand succès auprès d'une clientèle aristocratique et de la haute bourgeoisie, lui vaut de nombreux prix. Il expose en Europe et surtout à Paris. En 1908, il se rend à Buenos Aires avec son élève Carlo Gaudina pour honorer la commande d'une série de peintures décoratives.
Il est fait chevalier de l'ordre des S.S. Maurice et Lazare en 1893, commandant de l'ordre de la Couronne d'Italie en 1907, grand officier de l'ordre de la Couronne d'Italie en 1922, chevalier de la légion d'honneur, et il est nommé sénateur du royaume d’Italie le 2 mars 1929. Il a vécu à Turin, où il s'est marié et a eu deux filles.
Il exécute les portraits de Benoît XV, de Giovanni Agnelli, de Toscanini et de Puccini. Pratiquant parfois une peinture érotique, il est accusé d'immoralité. Ainsi il provoque une polémique au cours de la première Biennale de Venise de 1895 inaugurée par Humbert Ier et Marguerite de Savoie, par sa peinture Supremo convegno (Le Rendez-vous suprême) autour du mythe de la fin de Don Juan, qui représente l'intérieur d’une église où un groupe de femmes nues entoure un cercueil ouvert dans lequel on aperçoit la figure d'un homme (qui pourrait être Friedrich Nietzsche). Cette œuvre provoque la condamnation du patriarche de Venise, Giuseppe Sarto, le futur Pie X, qui interdit au clergé de visiter la Biennale, mais aussi sa défense par l'écrivain catholique moderniste  Fogazzaro. La polémique éveille l'intérêt du public qui se précipite à la biennale, laquelle a été surnommée depuis la « Biennale de Grosso ». Cette œuvre disparaît dans un incendie à bord d'un navire qui la transportait pour une exposition aux États-Unis.
La Nuda, peinte l’année suivante, confirme son goût pour l'érotisme traité dans une technique magistrale. Grosso aimait dire ironiquement être « seulement un peintre », en qualifiant d’« artistes » ses collègues plus modernes.

## Œuvres
- Supremo convegno (1895) , œuvre détruite
- La Femme (1895) , Museo Civico, Asti
- Nudo , Pinacoteca dell’Accademia Albertina, Torino
- L'attrice Virginia Reiter (1896) ,
- Nuda (1896) , Galleria d’Arte Moderna, Torino
- Ritratto di Arturo Toscanini (1911), collection particulière
- Allo specchio (1914) , Galleria Ricci-Oddi, Piacenza

## Galerie d'images

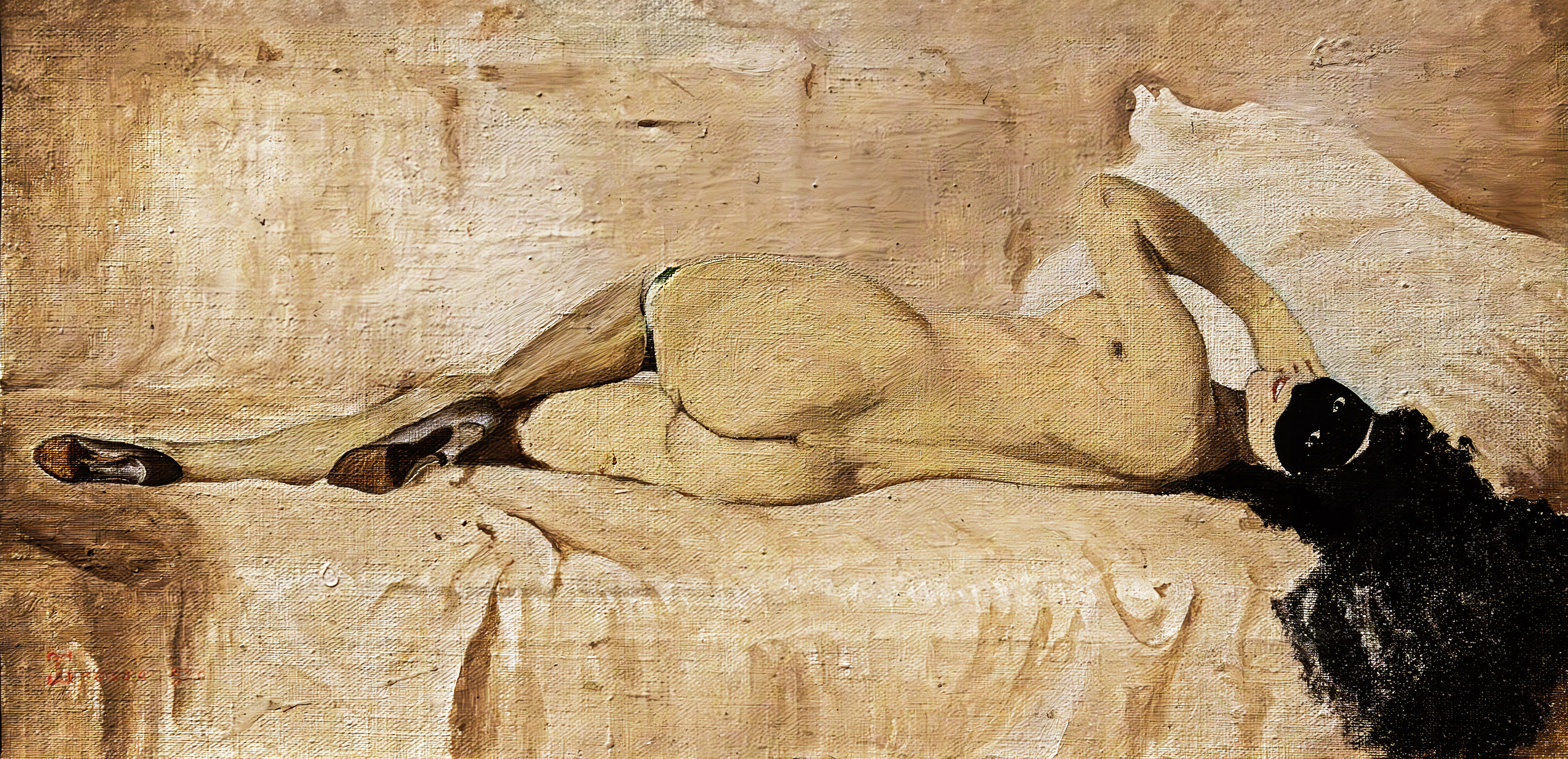
Nu au masque, 1885, collection privée
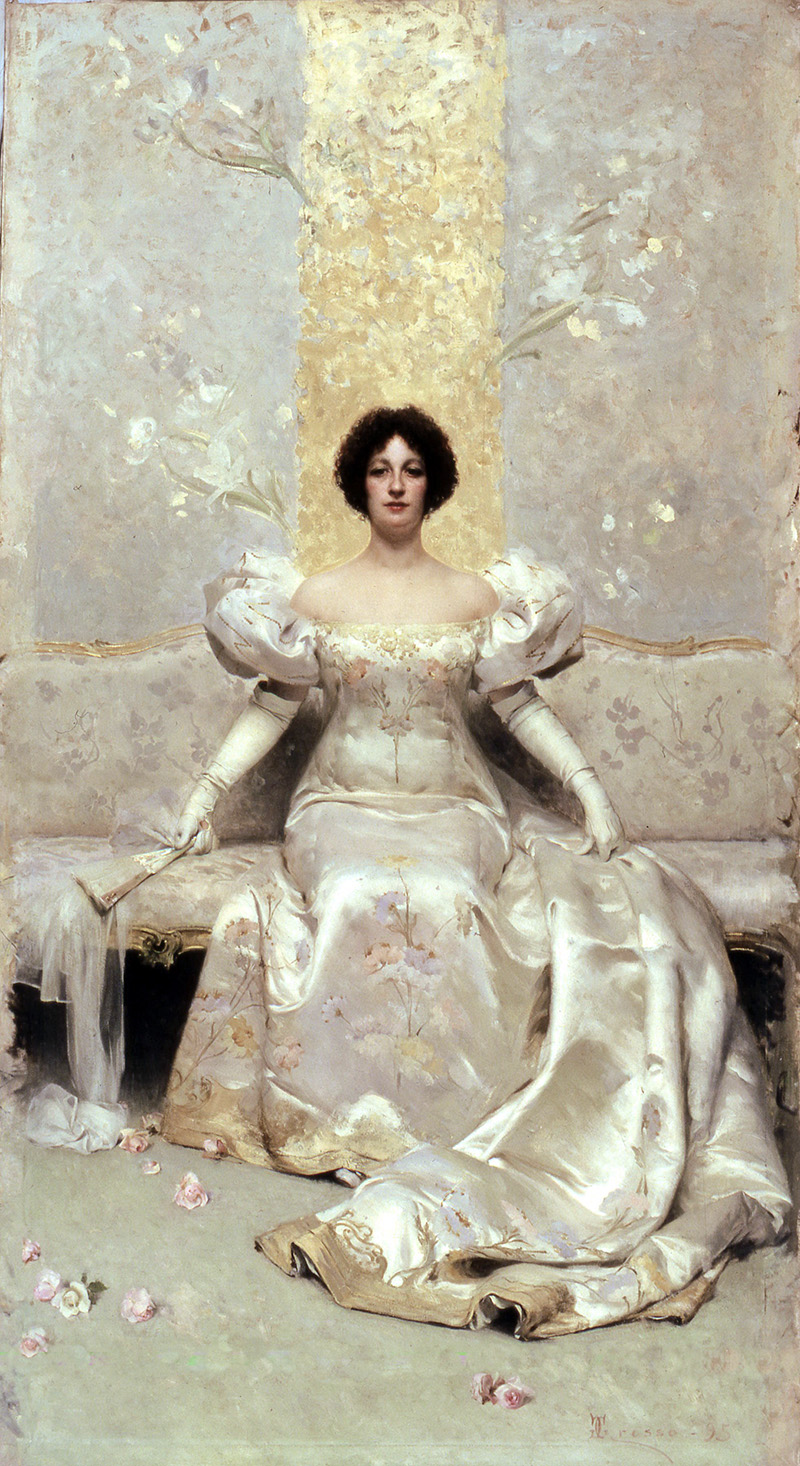
La Femme (1895)
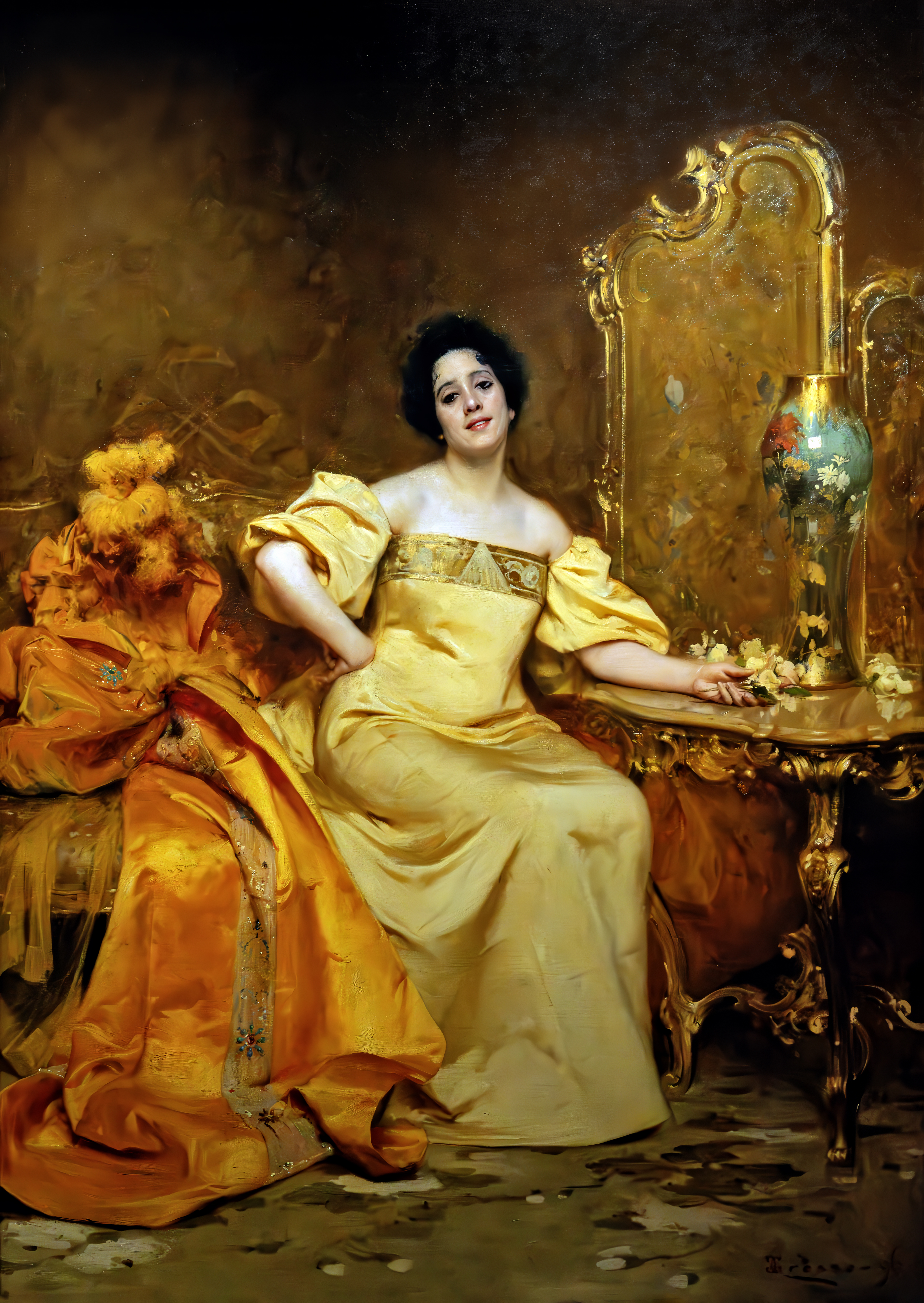
Portrait de l'actrice Virginia Reiter, 1896, collection privée
Rêve d'or, 1907,  Ca' Pesaro Venise
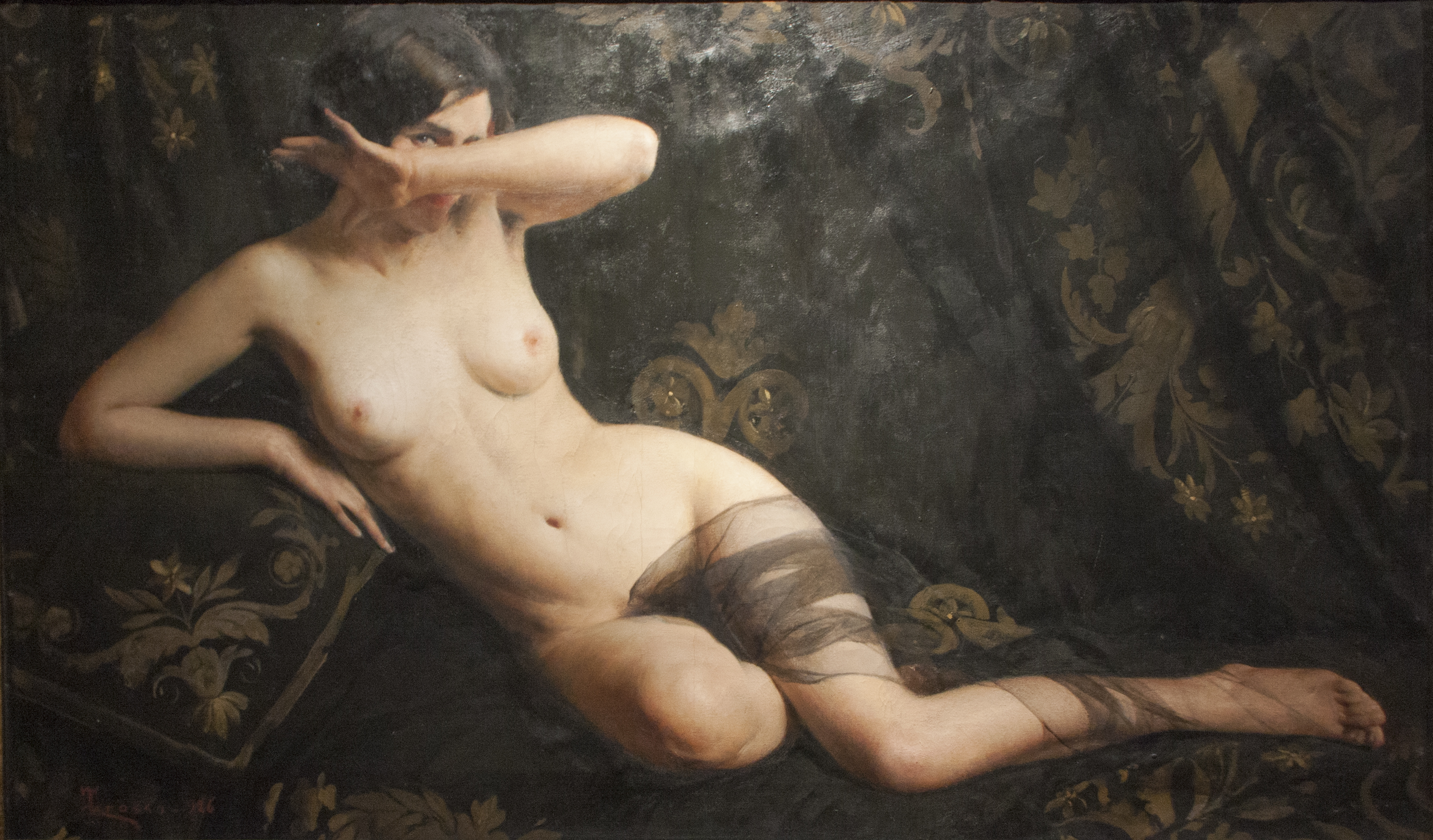
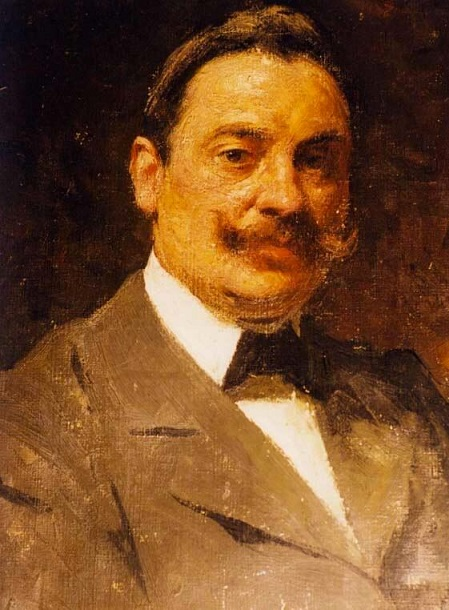
Portrait du peintre Cesare Saccaggi de Tortona. Cesare Saccaggi et Giacomo Grosso étaient des amis proches jusqu'à la mort de Saccaggi.
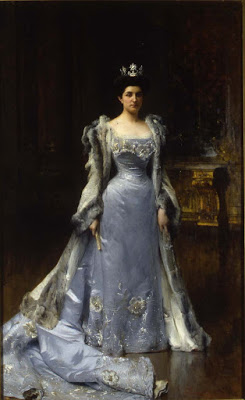
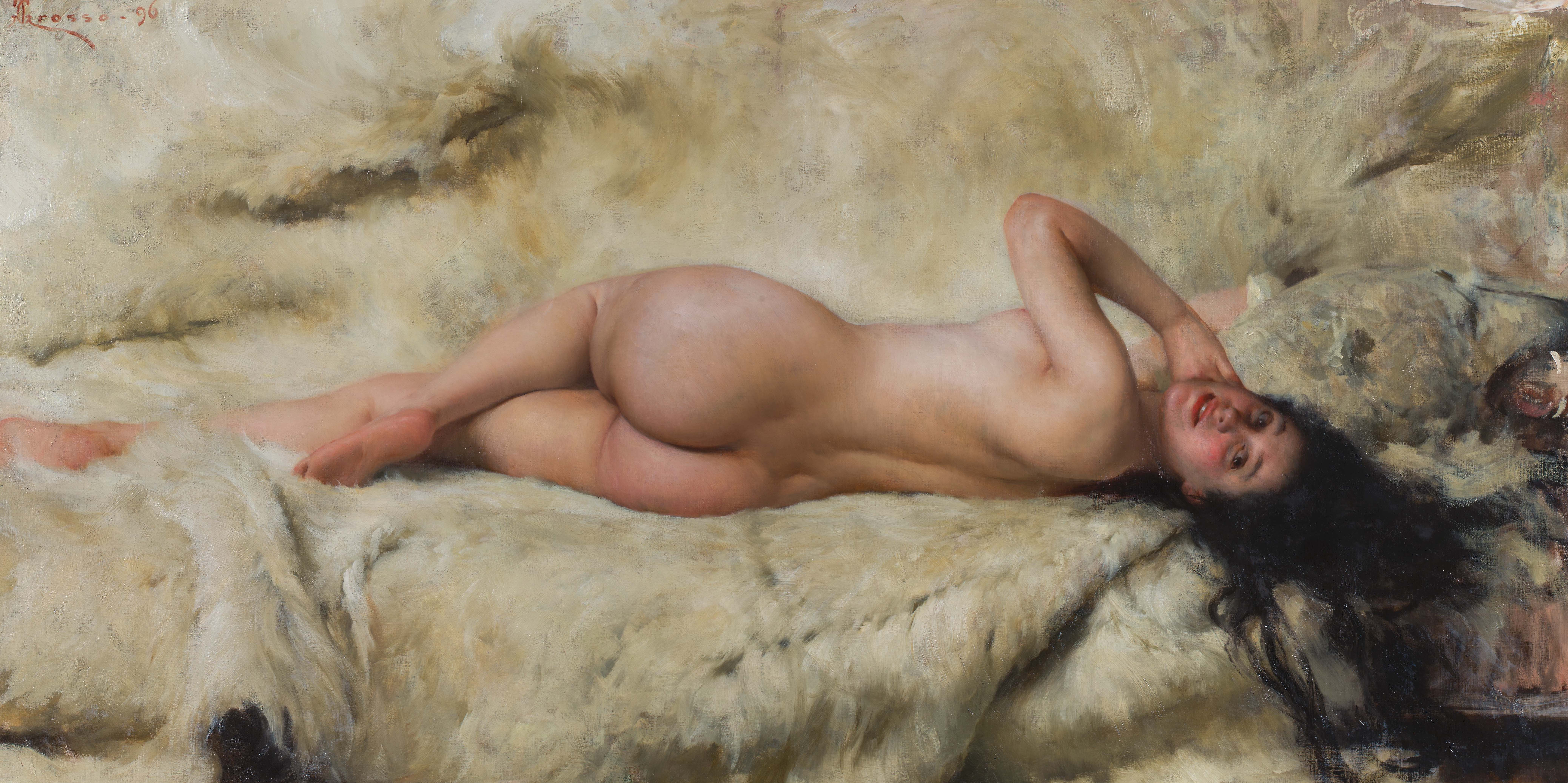
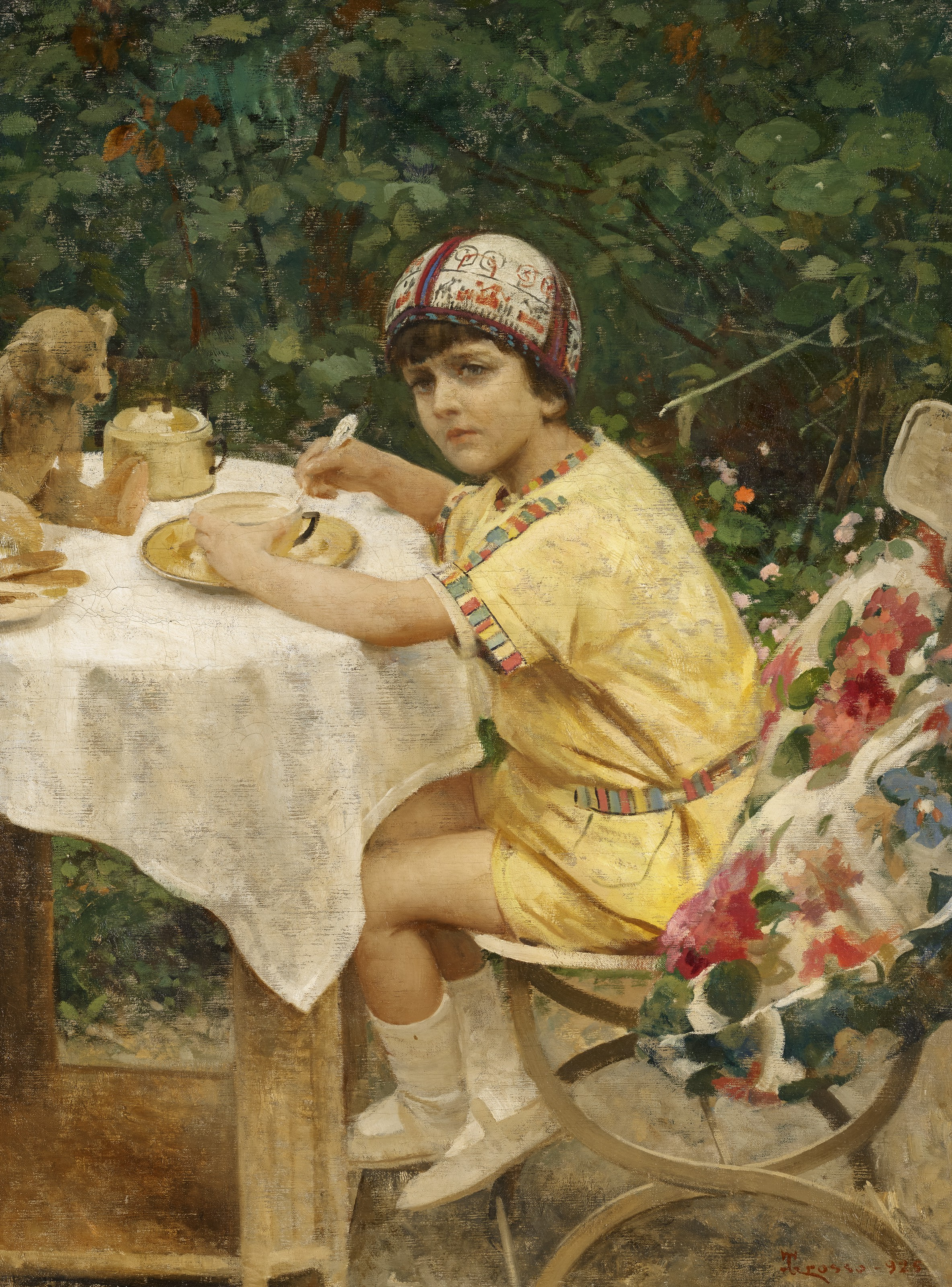
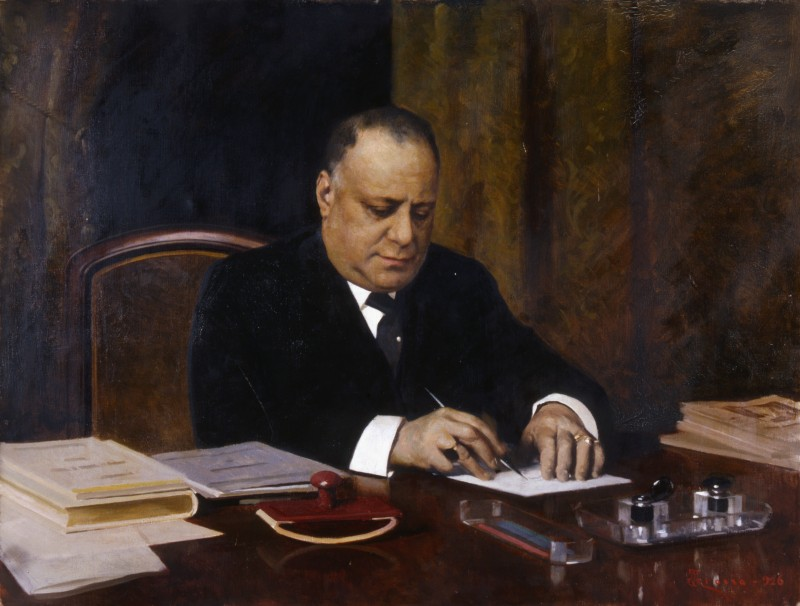